# Once (álbum)
Once é o quinto álbum de estúdio da banda finlandesa de metal sinfônico Nightwish, que foi lançado em 7 de junho de 2004 na Europa pela Nuclear Blast. A sua capa foi inspirada na escultura Angel of Grief, de William Wetmore Story. A estátua está localizada em um cemitério romano e já foi usada em trabalhos de várias bandas, como Evanescence e The Tea Party. Este foi o último disco da banda que contou com a participação de Tarja Turunen como vocalista.
Durante sua primeira semana de lançamento, Once estreou no topo das paradas de países como Finlândia, Noruega e Grécia, além de ter vendido mais de 80 mil cópias somente na Alemanha, onde também foi primeiro lugar. Seu single "Nemo" liderou as paradas de sucesso na Finlândia e Hungria, e em outros cinco países. Durante semanas, no Brasil, "Nemo" foi o videoclipe mais pedido na MTV, e até hoje é considerada a canção de maior sucesso do Nightwish. Once foi Platina tripla na Finlândia, Platina na Alemanha, Ouro na Suécia, além de ter sido o primeiro lugar nas paradas da Grécia, Noruega e Hungria durante semanas. Em 2017, foi eleito o 89º melhor álbum de metal de todos os tempos pela revista Rolling Stone.
O sucesso do álbum permitiu o Nightwish realizar a Once Upon a Tour, excursão mundial que começou em 2004 e terminou em 2005 na Finlândia, com um show na Hartwall Areena. Durante a turnê, o Nightwish esteve em lugares em que nunca havia ido antes, incluindo o show de abertura do Campeonato do Mundo de Atletismo, em Helsinque, que serviu para aumentar o prestígio mundial da banda.

## Composição

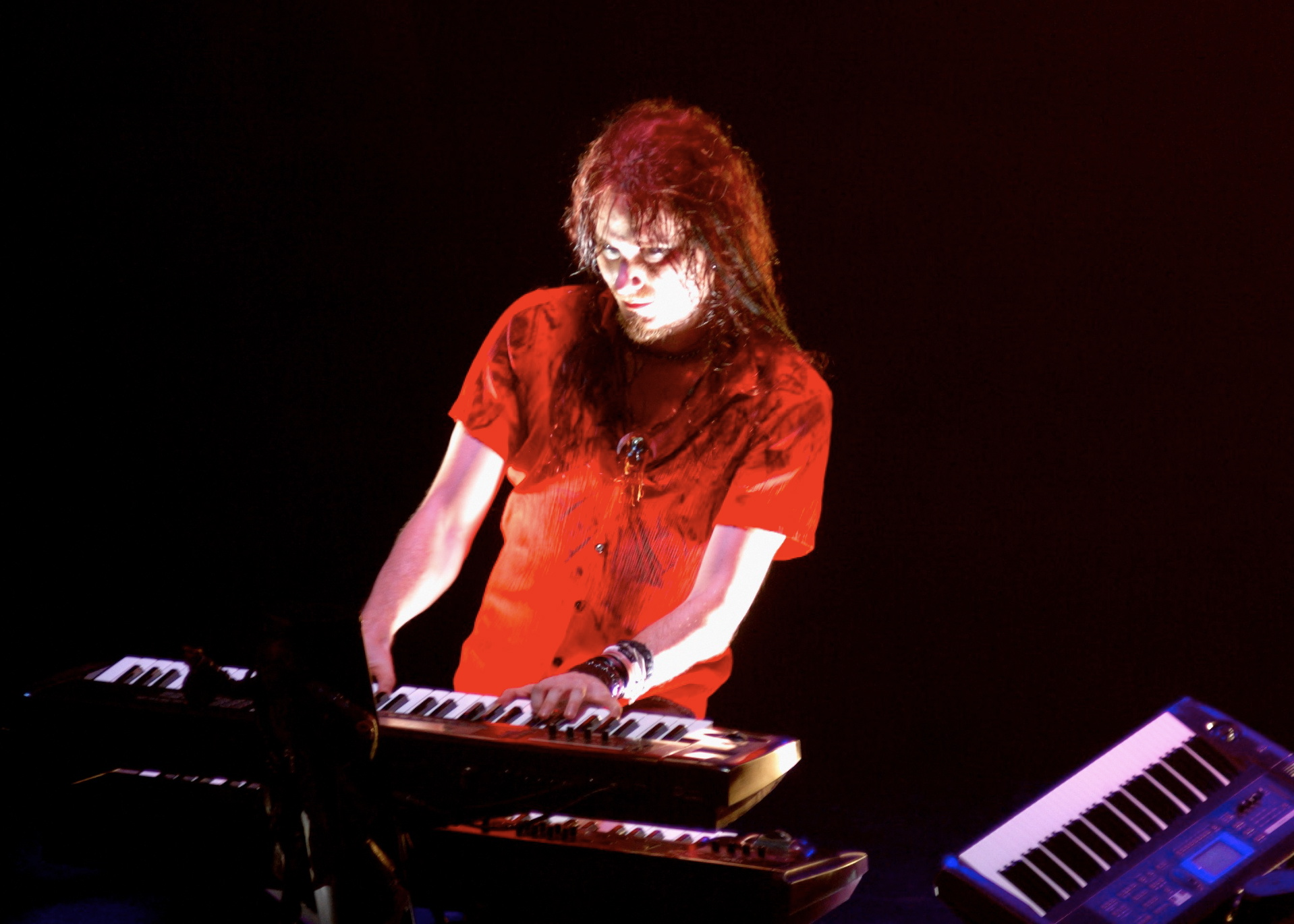
Tuomas Holopainen, o principal compositor e arranjador do álbum; ele também o tecladista da banda.

Assim como em todos os álbuns do Nightwish, Tuomas foi o principal compositor das letras, apesar de que em Once, Emppu e Marco também fizeram algumas contribuições. Para Tuomas, a letra mais marcante é a da canção "Higher Than Hope", que ele fez para seu amigo, Marc Brueland, vítima de um câncer mortal em 2003. "Creek Mary's Blood" foi inspirada pelo livro de mesmo nome do escritor Dee Brown, um dos favoritos de Tuomas, e possui um poema declamado que o tecladista escreveu sobre o assassinato de índios e nativo-americanos.
"Nemo" é sobre o sentimento de vazio interior, quando você se sente perdido no mundo, e "Kuolema Tekee Taiteilijan" (traduzido em português para "A morte faz o artista") fala da fama em si; ela foi originalmente escrita em inglês, mas Tuomas decidiu lançá-la em finlandês no último minuto. Tuomas diz que para ele, apesar dele não saber porque, escrever músicas pequenas é extremamente difícil, e que "Nemo" levou meses para ficar pronta, enquanto canções maiores como "Creek Mary's Blood" e "Ghost Love Score" foram finalizadas em um ou dois dias.
"Planet Hell" é uma música de caráter mais religioso, englobando mitologia também, falando de "o barqueiro", referindo-se a Caronte, personagem da mitologia grega que transportava a alma dos mortos, e falando também de Gaia, deusa grega da Terra que gerou os deuses olímpicos. A canção ainda aborda Deus e a Arca de Noé. "Ghost Love Score" é sobre desilusões amorosas e pessoas que perdem tudo por amar quem não devem. Marco a descreveu da seguinte forma: "Sou um grande fã de rock progressivo antigo e esta é uma canção que tem várias partes diferentes acontecendo, e atmosferas diferentes e lugares diferentes de forma a apoiar a história. [...] Minha maior influência do mundo prog seria Jethro Tull, mas eu também amo ouvir Yes e Genesis e todas essa bandas, e há uma correlação entre as estruturas e a duração de várias das músicas deles e esta aqui."

## Produção

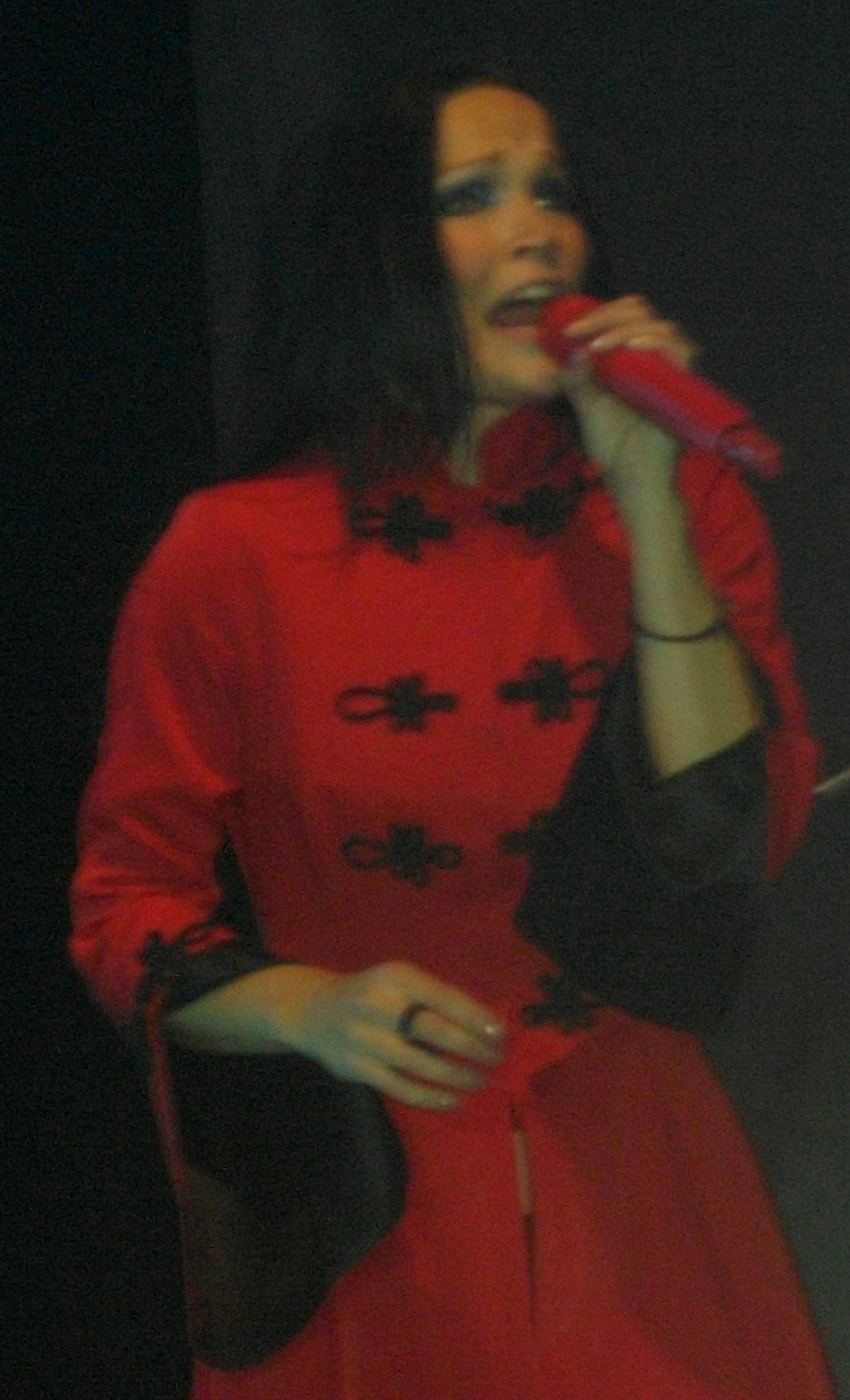
Once foi o último álbum da banda com Tarja Turunen nos vocais.

Once começou a ser produzido em outubro de 2003, logo após o fim da World Tour of the Century. A demo com as versões provisórias das canções ficou pronta em novembro, sendo enviada logo em seguida para o baterista da banda, Jukka Nevalainen, que é sempre o primeiro a gravar seus instrumentais. Segundo o produtor do álbum, Tero Kinnunen, alguns dos vocais da demo acabaram sendo incluídos na versão final do álbum devido à boa qualidade. Jukka gravou no Hotel Helka, em Helsinque, com um material diferente dos que ele já havia usado antes, pois ele perdeu parte do equipamento durante shows na Suíça. Marco gravou o baixo em Kitee, a cidade natal da banda, no tradicional estúdio Finnvox, junto com Emppu gravando a guitarra.
Tuomas esteve diretamente envolvido com o arranjo das orquestras, dirigidas e conduzidas por Pip Williams, o maestro britânico que conduz a Orquestra Filarmônica de Londres, em sessões que ocorreram no Phoenix Studios, em Londres. As primeiras gravações com a orquestra foram feitas em 29 de janeiro de 2004. Segundo Tuomas, em apenas oito horas os músicos já haviam ensaiado e aprendido suas partes, finalizando o trabalho no dia seguinte. Tuomas também usou os estúdios de Londres para gravar suas partes de teclado e um apoio no piano. Os vocais definitivos só foram gravados por Tarja e Marco em fevereiro de 2004 no Finnvox, com Tarja usando sua voz de maneira diferente dos álbuns anteriores, conseguindo sempre resultados satisfatórios, exceto por uma faixa bônus que foi descrita pela banda como um desastre, mas o título nunca foi revelado.
Ao final do processo de mixagem, no fim de março, mais de 250 mil euros haviam sido gastos em toda a produção do álbum (um milhão, se os custos dos vídeos forem incluídos), sendo até então o disco finlandês mais caro da história, superado apenas pelos 500 mil euros gastos em 2007 para a produção de Dark Passion Play, também do Nightwish.

## Estilo musical

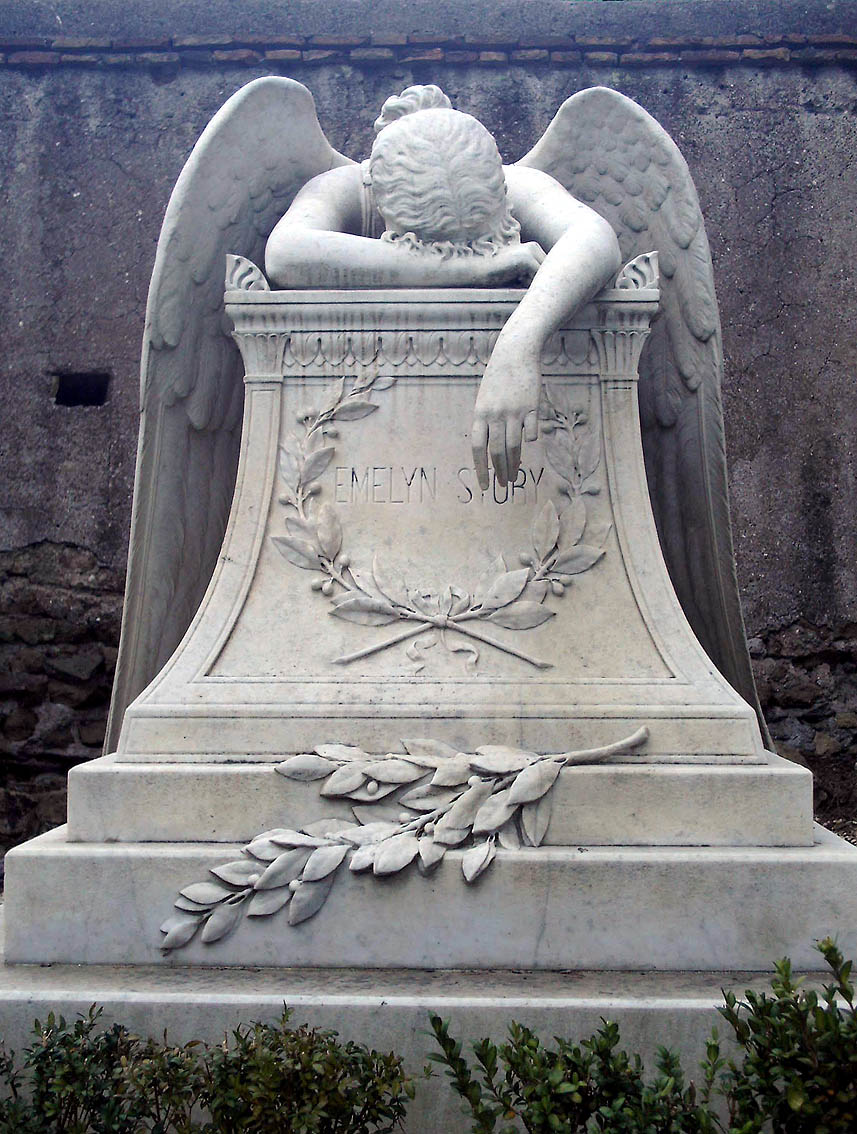
A escultura Angel of Grief, de William Wetmore Story, que inspirou a capa de Once.

Com Once, o Nightwish aderiu a muitos estilos que nunca havia trabalhado antes, como um coro completo de vozes em "Wish I Had an Angel" e flauta em "Creek Mary's Blood"; essa canção também possui a participação do cantor nativo-americano John Two-Hawks cantando, e ele inicia e encerra a canção declamando um poema em língua dacota. Os sons orquestrais deram uma cara nova para as músicas: a faixa "Ghost Love Score" é um exemplo de combinação entre as orquestras e o trabalho da banda, o que já havia sido feito no álbum anterior, Century Child, porém tudo foi bem mais evidente em Once.
No entanto, o Nightwish não abandonou o próprio estilo, com algumas músicas mais pesadas, com guitarras mais em evidência, como "Planet Hell" e "Romanticide", enquanto a canção "Kuolema Tekee Taiteilijan" é totalmente orquestral, sem guitarra, baixo ou bateria, apenas orquestra e os vocais de Tarja. A canção "Higher Than Hope" também possui uma atmosfera diferente, com a voz de Marc Brueland, o falecido amigo de Tuomas, falando sobre o câncer que tinha. Também ouve-se falas do pai de Marc.

## Lançamento e promoção
Durante a semana de estreia, Once foi direto para o primeiro lugar das paradas na Finlândia, Alemanha, Grécia e Noruega, e vendeu mais de 80 mil cópias somente na Alemanha, chegando as 100 mil logo depois, ganhando Disco de Ouro. Foi também o primeiro álbum da banda a entrar nas paradas dos Estados Unidos e Reino Unido, além de levar o Nightwish para os mercados australianos e japoneses. Once ainda foi o primeiro álbum da banda a ganhar Disco de Ouro no Brasil, com mais de 30 mil cópias vendidas. Na Finlândia, Once passou 10 semanas em primeiro lugar (cerca de dois meses e meio), e totalizou 50 semanas (quase um ano inteiro) dentro das paradas oficiais finlandesas.
Em maio, o primeiro single do álbum, "Nemo", ganhou Disco de Ouro na Finlândia em uma semana, e pouco tempo depois ganhou Disco de Platina com 10 mil cópias vendidas, além de ter ganho também Disco de Ouro na Noruega com cinco mil. "Nemo" continua até hoje como o single de maior sucesso da banda, tendo sido, ao fim de 2004, eleito pela Billboard a canção de metal de maior sucesso do ano na Europa, tendo ficado em primeiro lugar também na Hungria, além de entrar no Top 10 britânico.

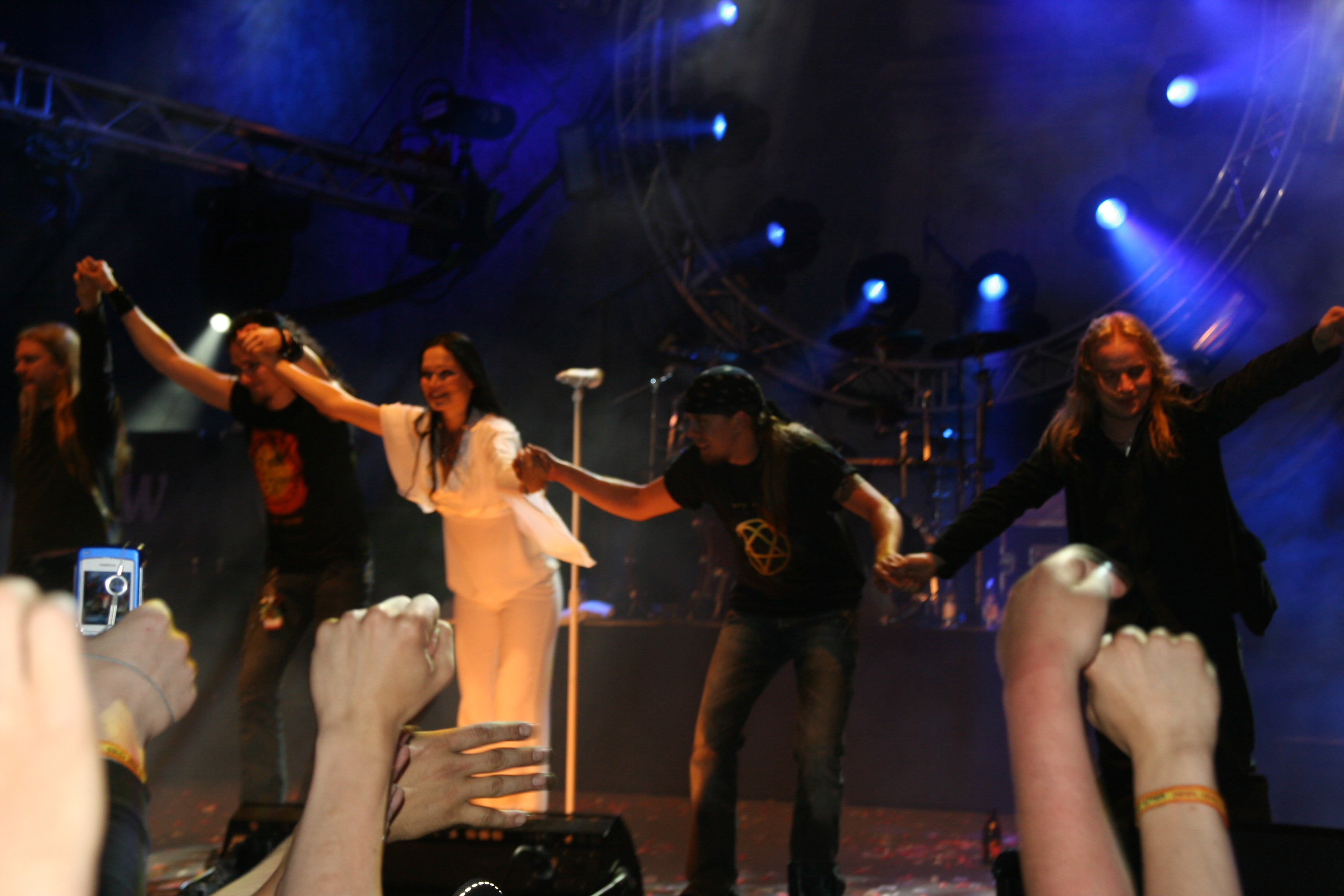
A banda durante a Once Upon a Tour em Jämsä, Finlândia, em 25 de junho de 2005.

O single "Wish I Had an Angel" também ficou em primeiro lugar na Finlândia, além de ser o primeiro single da banda a entrar nas paradas de Portugal na oitava posição; a canção ainda foi inclusa na trilha sonora de três filmes norte-americanos em 2004. Em apenas um mês, Once foi Disco de Platina dupla na Finlândia, além de ser também Platina na Alemanha e ouro na Suécia, Áustria e Noruega, fechando 2005 com mais de 1 milhão e 200 mil cópias vendidas ao redor do mundo. Ao fim de 2004, Once fechou na 13ª posição do Top 40 mundial.
Para promover Once, o Nightwish realizou a Once Upon a Tour, quando se apresentaram pela primeira vezes em vários países como Portugal, Colômbia, Equador, Escócia, Japão e Austrália, além de sua primeira turnê própria pelos Estados Unidos e uma lucrativa passagem pela América Latina com uma vendagem total de ingressos. Em 6 de agosto de 2005, o Nightwish fez a abertura do Campeonato Mundial de Atletismo tocando "Nemo", com a apresentação sendo transmitida ao vivo em centenas de países ao redor do mundo. Em outubro, foram feitos os últimos shows; a banda esteve no Brasil e no México para o Live'N'Louder Festival, e encerrou a turnê na Hartwall Areena em Helsinque, a capital finlandesa.

## Faixas

### Edição padrão
| N.º            | Título                                                    | Compositor(es)             | Duração |  |
| 1.             | "Dark Chest of Wonders"                                   | Tuomas Holopainen          | 4:28    |  |
| 2.             | "Wish I Had an Angel"                                     | Holopainen                 | 4:06    |  |
| 3.             | "Nemo"                                                    | Holopainen                 | 4:36    |  |
| 4.             | "Planet Hell"                                             | Holopainen                 | 4:39    |  |
| 5.             | "Creek Mary's Blood" (com participação de John Two-Hawks) | Holopainen                 | 8:30    |  |
| 6.             | "The Siren"                                               | Holopainen, Emppu Vuorinen | 4:45    |  |
| 7.             | "Dead Gardens"                                            | Holopainen                 | 4:28    |  |
| 8.             | "Romanticide"                                             | Holopainen, Marco Hietala  | 4:58    |  |
| 9.             | "Ghost Love Score"                                        | Holopainen                 | 10:02   |  |
| 10.            | "Kuolema Tekee Taiteilijan"                               | Holopainen                 | 3:59    |  |
| 11.            | "Higher Than Hope"                                        | Holopainen, Hietala        | 5:35    |  |
| Duração total: | Duração total:                                            | Duração total:             | 60:06   |  |

### Faixas bônus
A gravadora Spinefarm Records também lançou uma edição platinada de Once em 24 de novembro de 2004 contendo, além das canções originais do álbum, a adição de "Live to Tell the Tale", "White Night Fantasy" e o videoclipe de "Nemo", dirigido por Antti Jokinen. A versão do álbum na América do Norte contém o vídeo de "Wish I Had an Angel", no entanto.
Em 2005, o Nightwish liberou uma versão para DVD contendo o cover de "Symphony of Destruction" do Megadeth, além de versões orquestrais de "Ghost Love Score" e "Creek Mary's Blood", junto também dos videoclipes de "Nemo" e "Wish I Had an Angel".

## Desempenho nas paradas
| País           | Parada (2004)           | Melhor posição |
| -------------- | ----------------------- | -------------- |
| Alemanha       | Media Control Charts    | 1              |
| Áustria        | Ö3 Austria Top 40       | 4              |
| Bélgica        | Ultratop (Flandres)     | 30             |
| Bélgica        | Ultratop (Valônia)      | 42             |
| Eslováquia     | Rádio Top 100 Oficiálna | 1              |
| Estados Unidos | Top Heatseekers         | 42             |
| Europa         | European Top 100 Albums | 1              |
| Finlândia      | Suomen virallinen lista | 1              |
| França         | SNEP                    | 9              |
| Grécia         | IFPI Ελλάδα             | 1              |
| Hungria        | MAHASZ                  | 5              |
| Mundo          | World Top 40            | 13             |
| Noruega        | VG-lista                | 1              |
| Países Baixos  | Dutch Charts            | 11             |
| Polónia        | Polish Music Charts     | 16             |
| Reino Unido    | UK Albums Chart         | 102            |
| Reino Unido    | UK Rock Chart           | 8              |
| Chéquia        | IFPI Česká Republika    | 5              |
| Suécia         | Sverigetopplistan       | 3              |
| Suíça          | Swiss Hitparade         | 4              |

| País          | Parada (2005)           | Melhor posição |
| ------------- | ----------------------- | -------------- |
| Finlândia     | Suomen virallinen lista | 3              |
| França        | SNEP                    | 115            |
| Países Baixos | Dutch Charts            | 89             |
| Suécia        | Sverigetopplistan       | 45             |
| Suíça         | Swiss Hitparade         | 76             |

| País      | Certificado | Provedor          | Vendas   |
| --------- | ----------- | ----------------- | -------- |
| Alemanha  | Platina     | BVMI              | 200,000+ |
| Áustria   | Ouro        | IFPI Österreich   | 10,000+  |
| Finlândia | 3× Platina  | Musiikkituottajat | 107,288+ |
| Grécia    | Ouro        | IFPI Ελλάδα       | 3,000+   |
| Noruega   | Ouro        | IFPI Norge        | 15,000+  |
| Suécia    | Ouro        | GLF               | 30,000+  |
| Suíça     | Ouro        | IFPI Schweiz      | 15,000+  |

## Créditos
A seguir estão listados os músicos e técnicos envolvidos na produção do álbum Once:
| - Tuomas Holopainen – teclado - Emppu Vuorinen – guitarra - Tarja Turunen – vocais - Jukka Nevalainen – bateria, percussão - Marco Hietala – baixo, vocais - Marc Brueland – partes faladas em "Higher Than Hope" - Jouni Hynynen – partes faladas em "Dead Gardens" - John Two-Hawks – vocais e flauta em "Creek Mary's Blood" - Orquestra Filarmônica de Londres – orquestra - The Metro Voices – coro de fundo | - Tero Kinnunen – engenharia de áudio, mixagem - Mika Jussila – masterização - Mikko Karmila – mixagem - Markus Mayer – arte da capa - Toni Härkönen – fotos da banda - Petteri Tyynelä – layout - James Collins – direção de orquestra |